# 帕爾馬和皮亞琴察公國
帕爾馬公國建立於1545年，由原米蘭公國於波河以南，以帕爾馬為中心的一帶領土所組成，以作為教宗保祿三世的私生子皮埃·路易吉·法尔内塞的封地。
1556年第二任公爵奥塔维奥·法尔内塞更獲得了皮亞琴察，因此兼任皮亞琴察公爵，公國亦因而改稱為帕爾馬和皮亞琴察公國（意大利語：Ducato di Parma e Piacenza）。
法尔内塞家族持續統治公國直至1731年家族絕嗣，這時候公國由西班牙國王腓力五世與妻子帕爾馬郡主伊莎貝拉·法爾內塞所生的長子卡洛斯三世所繼承，稱卡洛斯一世。卡洛斯統治公國直至1735年波蘭王位繼承戰爭之後，帕爾馬被割讓予查理六世以交換兩西西里王國。 

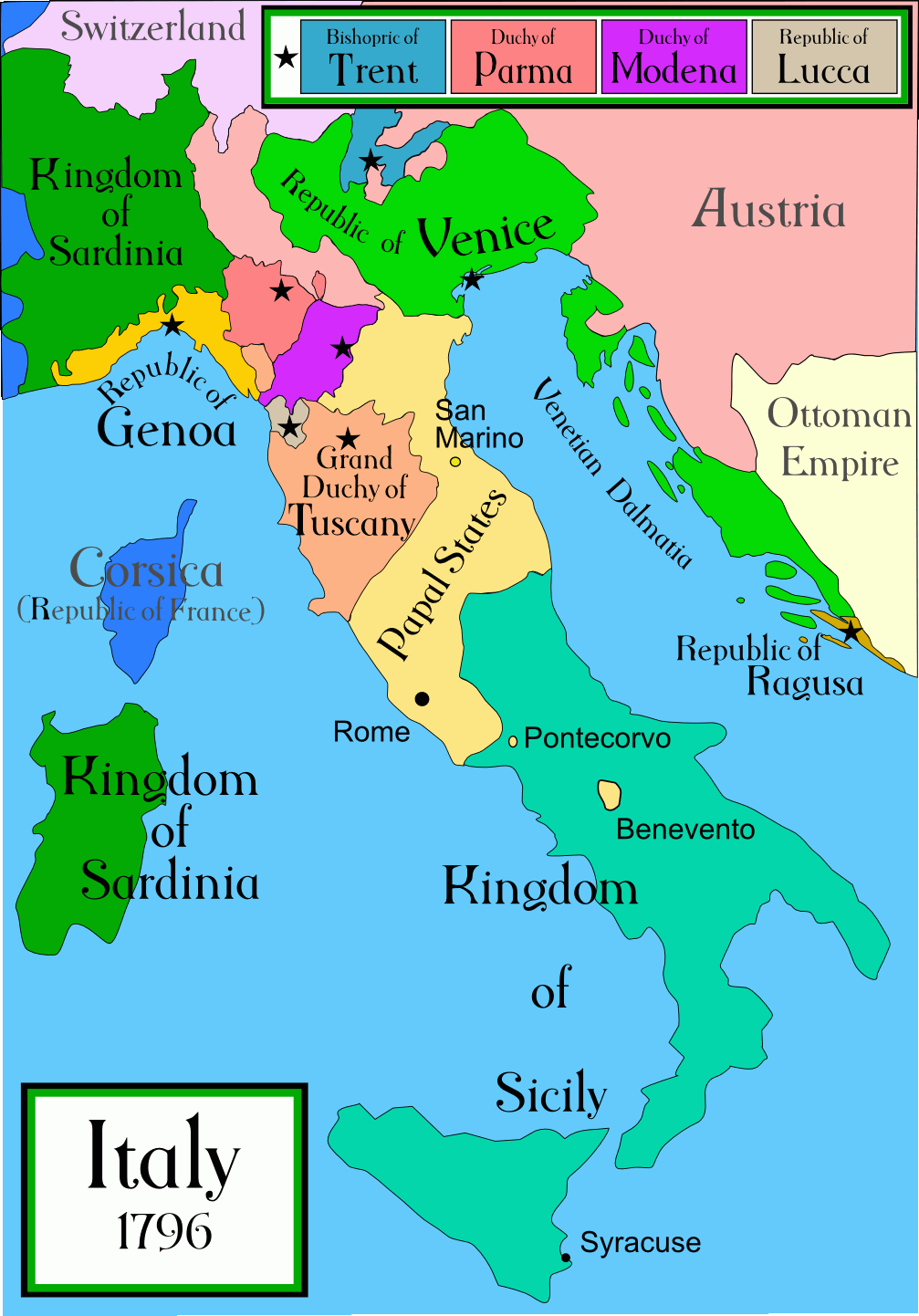
18世紀末於中意大利的帕爾馬和皮亞琴察公國（紅色）。

哈布斯堡王朝只統治公國直至1748年，簽訂第二亞琛和約之後公國改由波旁王朝的成員，卡洛斯三世的弟弟菲利波一世統治，菲利波一世更獲得瓜斯塔拉公國作領地。菲利波一世成為統治帕爾馬、皮亞琴察和瓜斯塔拉公國（意大利語：Ducato di Parma, Piacenza e Guastalla）的波旁-帕爾馬家族首任公爵。
1796年公國被拿破崙所率的法軍佔領，公國的政治陷入混亂。费迪南多公爵在法軍佔領下仍保持公爵頭銜直至1801年簽訂阿兰胡埃斯条约，波旁王朝與拿破崙達成協議以托斯卡納大公國作交換，換取帕爾馬公國併入法國。但费迪南多公爵仍然留在帕爾馬並死於1802年，可能是被毒殺。可是拿破崙對公國的前途尚未決定，他希望所有波旁王朝的君主保證會在將來對歐洲各國的戰爭中作為他的同盟。即使拿破崙已將法國的法律和行政系統傳入公國，但直至1808年拿破崙進攻西班牙之後才正式宣佈將公國併入法蘭西第一帝國。公國領土改為法國的塔罗省。
1814年帕爾馬公國復辟，屬哈布斯堡王朝的拿破崙妻子奧地利的瑪麗·路易莎成為女公爵。在1847年瑪麗·路易莎逝世後，公國復歸為波旁-帕爾馬家族所統治，家族亦同時統治盧卡公國。在這之前，瓜斯塔拉已經改由摩德納公爵所繼承，併入摩德納公國。波旁-帕爾馬家族統治公國直至1859年，法國和薩丁尼亞王國於戰爭中擊敗奧地利（法國稱法奧戰爭、意大利稱第二次意大利獨立戰爭），波旁-帕爾馬家族在革命中被趕出公國。
帕爾馬和皮亞琴察公國與托斯卡納大公國和摩德納公國於1859年12月組成了中意大利聯合省，後來於1860年3月舉行公民投票後再與薩丁尼亞王國合併成為意大利王國。
波旁-帕爾馬家族的後裔至今仍然宣稱為帕爾馬公爵。波旁-帕爾瑪的卡洛王子於2010年開始繼承稱號。

## 外部連結
- 帕爾馬旗幟 （页面存档备份，存于）
- 1848年憲法（意大利語） （页面存档备份，存于）

## 延伸阅读
- Murphy, Orville Theodore. . SUNY Press. 1982  [21 February 2011]. ISBN 978-0-87395-482-2. （原始内容存档于2021-05-18）.
- Alessandro Cont, Il potere della tradizione. Guillaume Du Tillot e la questione della nobiltà （页面存档备份，存于）, "Nuova Rivista Storica", 100, 1 (gennaio-aprile 2016), pp. 73–106